# António von Crato

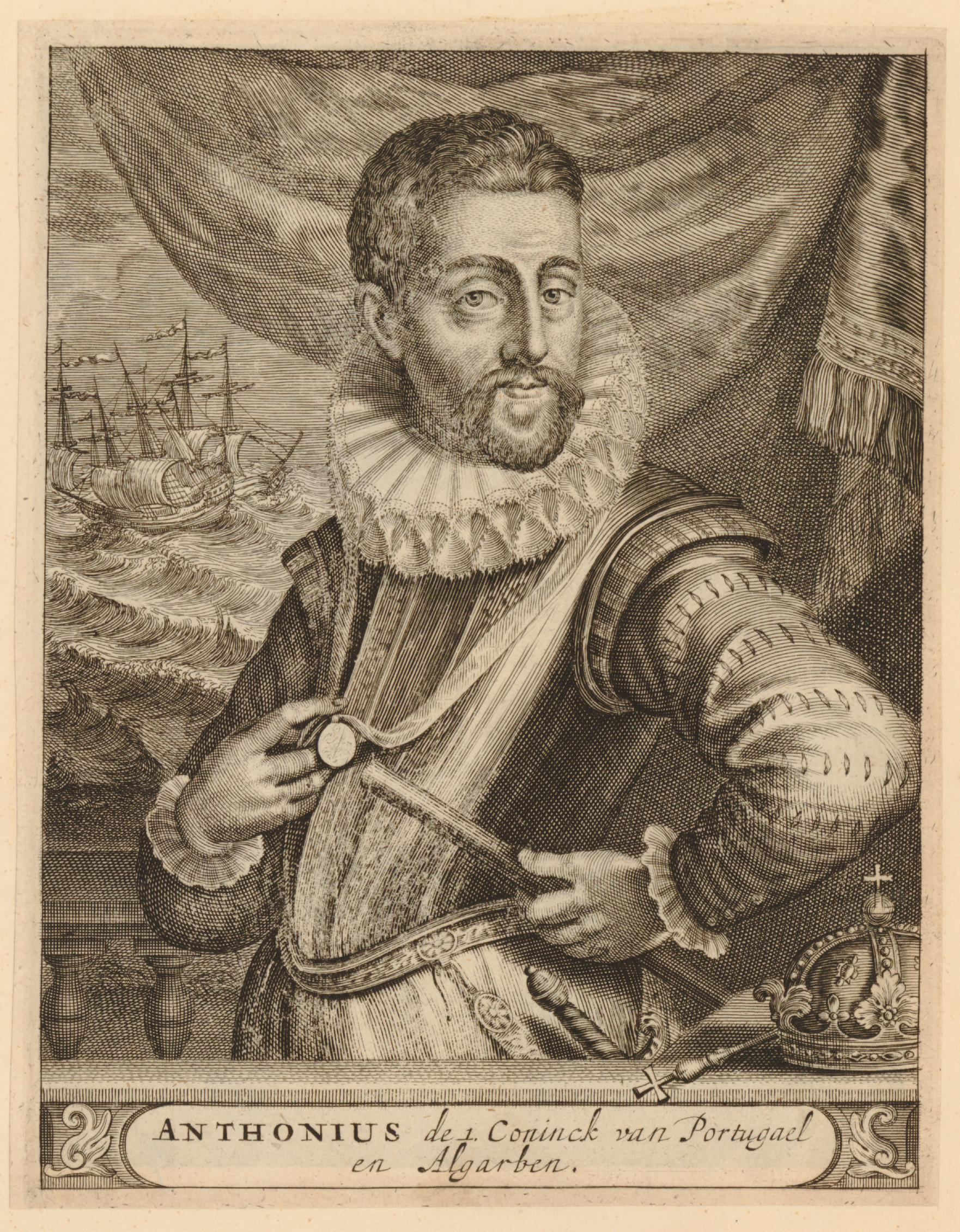
Antonio von Crato

Antonio von Crato (* 1531 in Lissabon; † 26. August 1595 in Paris) war ein Mitglied des portugiesischen Königshauses Avis, allerdings aus einer außerehelichen Verbindung. Antonio rief sich nach dem Tod König Heinrichs I., des letzten legitimen Mitglieds des Hauses Avis, 1580 selbst zum König von Portugal aus. Seinen Thronanspruch konnte er gegen die in Spanien regierenden Habsburger, die über die weibliche Linie mehrfache verwandtschaftliche Bindungen an das Haus Avis hatten, nicht durchsetzen.

## Herkunft
Antonio von Crato wurde als außerehelicher Sohn des Prinzen Ludwig (Luis) von Portugal (1506–1555), Herzog von Beja, eines jüngeren Sohns des Königs Emanuel I. von Portugal, und einer Violante Gomes, genannt „La Pelicana“ geboren. Seine Mutter  soll Jüdin gewesen und als Nonne gestorben sein. Er studierte an der Universität Coimbra.

## Politische Ambitionen
Aufgrund seiner außerehelichen Abkunft hätte er im Normalfall keine Thronansprüche geltend machen können. So wählte er zunächst auch eine geistliche Laufbahn und wurde schließlich Großprior von Crato des Malteserordens. 1571 war er Gouverneur von Tanger. Vor 1578 ist über ihn wenig bekannt. In diesem Jahr begleitete er König Sebastian von Portugal auf dem Feldzug nach Marokko, wo er bei dem Desaster der Schlacht von Alcácer-Quibir in Gefangenschaft geriet, aber gegen ein Lösegeld wieder freikam.
1580 starb Heinrich I. von Portugal, letztes Mitglied aus legitimer Ehe des seit 1385 in Portugal herrschenden Hauses Avis. Testamentarisch hatte Heinrich den spanischen König Philipp II. aus dem Hause Habsburg eingesetzt, der auch verwandtschaftliche Bindungen zur Familie der Avis besaß – wenn auch über die weibliche Linie vermittelt –, da die Mutter Philipps II. eine Tochter König Emanuels I., also eine Halbschwester des Vaters von Antonio war. Es gab auch noch weitere Thronprätendenten.
Die Personalunion mit Spanien war in Portugal alles andere als populär. Antonio nutzte diese politische Unzufriedenheit und erklärte sich am 24. Juli 1580 zum portugiesischen König. Insbesondere der niedere Klerus, Handwerker und Arbeiter unterstützten ihn. Antonio konnte sich dabei auf ein illustres Vorbild in der portugiesischen Geschichte berufen: 1383 war die erste portugiesische Dynastie, das Haus Burgund, ausgestorben. Auch damals machte Kastilien, Vorgängerstaat Spaniens, Erbansprüche auf den portugiesischen Thron geltend. Johann von Avis, ein nichtehelicher Abkömmling der Burgunderkönige, konnte Kastilien in der Schlacht von Aljubarrota 1385 schlagen, wurde zum König ausgerufen und gründete die Dynastie Avis.
Im Gegensatze zu seinem Vorbilde scheiterte Antonio allerdings. Philipp II. sandte eine Armee unter dem Kommando des Fernando Álvarez de Toledo, des dritten Herzogs von Alba, die die Truppen Antónios in Alcántara schon am 25. August 1580 besiegte. Antonio musste ins französische Exil fliehen, wobei er die portugiesischen Kronjuwelen mitnahm. Frankreich, der traditionelle Feind der Habsburger, nahm Antonio zwar freundlich auf, unterstützte seine politischen Ambitionen aber letztendlich nicht, obwohl er Brasilien anbot. Nur die Azoren bleiben bis 1583 außerhalb des Machtbereichs Philipps II. und standen weiterhin zu Antonio. Auf der Flucht vor Mördern, die Philipp II. auf ihn angesetzt hatte, wechselte er mehrfach seinen Zufluchtsort und gelangte schließlich nach England. Auch England gehörte zu den Feinden der Habsburger.
1589 versuchte Antonio erneut, diesmal unter anderem mit Hilfe des englischen Freibeuters Sir Francis Drake, die portugiesische Krone zu erlangen. Ihre Flotte gelangte an die portugiesische Küste, aber der von Antonio erwartete Aufstand zu seinen Gunsten und gegen König Philipp II. (in Portugal: Philipp I.) blieb aus. Das Abenteuer endete als kostspieliger Fehlschlag. Der Thronprätendent verbrachte den Rest seines Lebens im französischen Exil ohne seinen Anspruch je aufzugeben.
António von Crato starb im Jahr 1595 verarmt in Paris, wo seine Herzurne sich früher in der Klosterkirche des Couvent de l'Ave Maria befand. Letzteres wurde im Verlauf der französischen Revolution im Jahr 1790 aufgehoben.

## Familie
Antonio war mit einer Anna Barbosa liiert – wegen seines religiösen Standes durfte er nicht heiraten. Aus dieser Verbindung entstammten 10 Kinder:
- Filipa de Portugal (1560-?), Nonne im Kloster von Lorvão
- Luísa de Portugal (1562-?), Nonne in Tordesillas
- Afonso de Portugal (1566-?)
- Manuel von Portugal (* 1568; † 22. Juni 1638), der 1597 Emilia von Oranien-Nassau (* April 1569; † 6. März 1629) heiratete. Sie war eine Tochter des Fürsten Wilhelm I. von Oranien-Nassau (* 1533; † 1584) und der Prinzessin Anna von Sachsen (* 1544; † 1577).
- Cristóvão de Portugal (* April 1573; † 3. Juni 1638)
- Pedro de Portugal (1575-?)
- Dinis de Portugal (1576-?), Zisterzienser
- Violante de Portugal (1577-d.1602)
- Antónia de Portugal (1578-d.1602)
- João de Portugal (1579-?), als Kind gestorben

## Nachspiel
Erst 1640 endete die Herrschaft der spanischen Habsburger in Portugal, als ein Aufstand König Philipp III. von Portugal (Philipp IV. von Spanien) stürzte und Johann IV. aus dem Hause Braganza den Thron übernahm. Auch diesmal erhielten die Nachkommen von António keine Chance.